# Spillran
Spillran, tonsättargruppering även kallad Ungsvenskarna, bestående av Kurt Atterberg, Natanael Berg, Ture Rangström och Oskar Lindberg. Dessa fyra bildade en rest av den grupp tonsättare som omkring 1914 planerade att bilda en tonsättarförening. Den gången rann planerna ut i sanden, och föreningen bildades först 1918. Grupperingen kom dock att utgöra stommen i svenskt musikliv under de följande decennierna[källa behövs] inom respektive områden orkestermusik, operor, sånger och kyrkomusik. De satte också dagordningen inom Föreningen Svenska Tonsättare, samt medverkade till att styra musiklivet på ett sätt som tjänade gruppens stilideal – det tyskpåverkade senromantiska.